# 예천종합고등학교
예천종합고등학교는 경상북도 예천군 예천읍 청복리에 소재했던 학교이다. 현 위치에 국립경국대학교 예천캠퍼스가 설립되어 있으며 예천농고의 전통을 이어가는 있는 예천농업고등학교 총동창회가 있고 예천농고동문회가 별도로 운영되어 매년 가을 동문 선후배간의 친선을 도모하는 가족체육대회를 개최하고 있다.

## 연혁
- 1928년 4월 1일 예천공립농업보습학교 설립(2년제)
- 1936년 4월 1일 예천공립실수학교 교명 변경(1~2년제)
- 1945년 4월 23일 예천공립농업중학교 변경 (5년제)
- 1946년 9월 1일 예천공립초급중학교 개칭
- 1948년 5월 30일 예천농업중학교 교명 변경 (6년제)
- 1951년 8월 20일 예천농업고등학교 교명 변경
- 1952년 3월 27일 예천중학교·예천농업고등학교 1회 졸업(통합19회)
- 1955년 8월 23일 예천중학교와 교사 분리
- 1989년 11월 20일 예천종합고등학교로 개칭
- 1998년 2월 28일 예천전문대학 개교로 인해 예천종합고등학교 폐교(제 65회 졸업)

## 같이 보기
- 예천중학교